# ديفيد سولزر
ديفيد سولرز (من مواليد 6 نوفمبر 1956) هو عالم أعصاب وموسيقي أمريكي. يشغل سولزر منصب أستاذ في المركز الطبي لجامعة كولومبيا في كل من أقسام طب النفس، والعلوم العصبية وعلم الأدوية. يبحث مختبر سولزر في التفاعلات بين المشابك في القشرة المخية والعقد القاعدية، بما في ذلك نظام الدوبامين، وتكوين العادات، والتخطيط، واتخاذ القرار وأمراض الأجهزة. استطاع مختبره هذا تطوير الوسائل الأولى لقياس النقل العصبي بصريًا، وقدّم فرضيات جديدة حول التنكس العصبي في مرض باركنسون، بالإضافة إلى التغيرات التي تطرأ على المشابك متسببة في تطوير التوحد وتعلم العادات.
يُعرف سولزر أيضًا باسمه الفني ديف سولدجر كموسيقي ومؤلف للموسيقى في مجموعة متنوعة من الأنواع الموسيقية، بما في ذلك الطليعية، والكلاسيكية والجاز.

## المساهمات العلمية

### الدراسات على المشابك العصبية
يعمل سولزر على العقد القاعدية والعصبونات الدوبامينية، التي تمثل الخلايا الدماغية ذات الأهمية المركزية في تحويل الإرادة إلى فعل. قدّم فريقه وسائل جديدة في دراسة المشابك العصبية، بما في ذلك الوسائل الأولى لقياس الوحدة «الكمية» الأساسية لتحرير النواقل العصبية من المشابك المركزية. أبلغ سولزر وفريقه عن أول تسجيلات مباشرة لتحرير النواقل العصبية الكمي من المشابك العصبية في الدماغ، باستخدام تقنية الكيمياء الكهربائية المعروفة باسم الأمبيرية، التي تعتمد على طريقة مارك ويتمان، كيميائي في جامعة نورث كارولاينا، من أجل قياس تحرير الأدرينالين من الخلايا أليفة الكروم الأدرينالية. أثبت الفريق أن الحدث الكمي للمشابك الدوبامينية متكون من تحرير ما يقارب 3,000 جزيء دوباميني في غضون ما يقارب 100 نانو ثانية. أظهروا أيضًا أن الأحداث الكمية قد «تومض بشكل متقطع» بسبب سرعة الفتح والانغلاق الكبيرة لمسام اندماج الحويصل المشبكي (بمعدل يصل إلى 4,000 مرة في الثانية) مع غشاء البلاسما. أثبت هذا النهج أيضًا أن «حجم» الكمّات قابل للتعديل باستخدام طرق عديدة، على سبيل المثال عن طريق دواء ليفودوبا، الذي يمثل أحد الأدوية المستخدمة في علاج مرض باركنسون.
قدّم مختبر سولزر، جنبًا إلى جنب مع داليبور سامز، كيميائي في جامعة كاليفورنيا، «النواقل العصبية الكاذبة التألقية»، التي تمثل مجموعة من المركبات المتراكمة بشكل مشابه للنواقل العصبية الحقيقية داخل العصبونات والحويصلات المشبكية. يُستخدم هذا في مراقبة تحرير النواقل العصبية واستعادتها من المشابك الفردية بواسطة الفيديو. أظهر سولزر، بمساعدة من معلمه ستيفن رايبورت، تحرير النواقل العصبية الغلوتامات من العصبونات الدوبامينية، ما يمثل استثناءً هامًا لمبدأ ديل القائم على تحرير العصبون لنفس الناقل العصبي من كل مشبك محدد من المشابك العصبية الخاصة به.

### العقاقير المسببة للإدمان
من خلال تقديم «فرضية الأساس الضعيف» لعمل الأمفيتامين، من أجل قياس تأثيرات الأمفيتامين على الحجم الكمي لتحرير الدوبامين، والكيمياء الكهربية الرقعية داخل الخلوية من أجل قياس مستويات الدوبامين في العصارة الخلوية إلى جانب توفير قياسات الوقت الفعلي لتحرير الدوبامين بواسطة النقل العكسي، أظهر مختبر سولزر كيفية تحرير الأمفيتامين والميثامفيتامين للدوبامين وغيره من النواقل العصبية بالإضافة إلى آلية ممارسة تأثيراتهما المشبكية والسريرية. تمكنوا من إظهار كيفية حدوث السمية العصبية بالميثامفيتامين كنتيجة للإجهاد التأكسدي المشتق من الدوبامين في العصارة الخلوية متبوعًا بتحريض الالتهام الذاتي، إلى جانب عملهم مع نايجل بامفورد من جامعة واشنطن في إظهار كيفية تنشيط هذه المخدرات للتغيرات طويلة الأمد في المشابك القشرية التي تصل امتداداتها إلى الجسم المخطط. أطلقوا على ذلك اسم «التثبيط بعد المشبكي المزمن» أو «التأييد ما قبل المشبكي المتناقض»، ما من شأنه تفسير الاعتماد على المخدرات والإدمان.
يوضح سولزر في مقابلة في البرنامج التلفزيوني نوفا أن اهتمامه في فهم آليات الإدمان نابع عن رغبته في دحض حديث ويليام بوروز من معهد ناروبا في عام 1980، عندما ادعى بوروز أن الأفيونات الاصطناعية الجديدة قوية للغاية لدرجة إدمان مستخدميها عليها بعد جرعة واحدة فقط. في مقابلة له مع مجلة نيتشر ميديسن حول اكتشاف الآلية الكامنة خلف فلترة النيكوتين للضجيج المشبكي وقدرته على تركيز الانتباه على المهام، يتذكر سولزر وفاة والده المبكرة الناجمة عن التدخين، قائلًا «إذا رغب أحد المغفلين أو إحدى شركات الأدوية في تحريف الأمور، فإن الشيء المخيف الوحيد الذي قد يخرج عنه [عن هذا البحث] متمثل في استخدامه كدفاع عن التدخين. أعتقد أنها ستكون مهزلة حقيقية في حال حدوث ذلك».

### الأمراض العصبية والنفسية
درس سولزر ومختبره أيضًا النبضات العصبية الموجودة في مرض باركنسون وهنتنغتون، والفصام، والإدمان على المخدرات والتوحد. استطاعوا المساعدة في تحديد دور الالتهام الذاتي بواسطة الجسيمات الحالة في الأمراض العصبية. أظهروا دور الميلانين العصبي، الذي يمثل صباغ المادة السوداء، في السمية العصبية بالميثامفيتامين ومرض هنتنغتون. بالتعاون مع آنا ماريا كويرفو من جامعة ألبرت أينشتاين للطب، أثبتوا أن سبب مرض باركنسون ناجم من المحتمل عن التداخل بين الالتهام الذاتي المتوسط عبر بروتين الشابرون الناتج عن بروتين ألفا – ساينوكلين. يشير عمله إلى أن نقص التشذيب الطبيعي للمشابك العصبية كامن خلف تطور التوحد، إذ قد يرجع هذا بدوره إلى الالتهام الذاتي العصبوني المثبط لدى المرضى، جراء فرط تنشيط مسار «إم تي أو آر» خلال مرحلتي الطفولة والمراهقة.
في عام 2017، قدّم مختبره دور الاستجابة المناعية لدى الأفراد المصابين بمرض باركنسون، إذ نجح من خلال ذلك في الإجابة على لغز دور تنشيط جهاز المناعة في هذا الاضطراب اذي يتجاوز عمره قرن من الزمان.
نشر مختبر سولزر ما يفوق 200 ورقة بحثية حول هذا البحث. حصل سولزر لعمله هذا على العديد من الجوائز من مؤسسة مكنايت، والمعهد الوطني لتعاطي المخدرات (إن آي دي آي) ومؤسسة أبحاث الدماغ والسلوك. أدار سولزر البرنامج التدريبي للعلوم العصبية الأساسية في «إن آي إتش» / «إن آي دي إيه» (تي 23) لأبحاث ما بعد الدكتوراه في العلوم العصبية الأساسية في كولومبيا. حصل سولزر على درجة الدكتوراه من جامعة كولومبيا في عام 1988. أسس مؤتمر جوردون حول مرض باركنسون، وجمعية الدوبامين (بالتعاون مع لويس إريك ترودو) ومجلة نيتشر لمرض باركنسون (بالتعاون مع راي تشاودهوري).